# Литъл Джо 1Б

## Цели
Мисията Литъл Джо 1Б (LJ-1В) (на английски: Little Joe 1В) е изпитателен полет на ракетата Литъл Джо I за проверка на системата за аварийно спасяване (САС) в рамките на програма „Мъркюри“. На борда се намира женския макак Мис Сам.

## Полетът
Литъл Джо 1Б е изстрелян за изпробване на САС при високо аеродинамично натоварване на космическия кораб по време на извеждането му в орбита. Този старт е повторение на полета Литъл Джо 1, състоял се на 21 август 1959 г. Тогава двигателите на САС неочаквано заработват 31 минута преди планирания старт на главните на ракетата-носител „Литъл Джо-1“. Планът е, че при достигане на планираното максимално аеродинамично натоварване автоматиката трябва да подаде сигнал за спиране (симулиране на авариен режим) на главните двигатели. Това става около 30 секунди след старта. В тази ситуация, при сработването на САС се увеличава още повече скоростта на кораба. По това време е подадена и команда за задействане на пироболтовете за отделяне на космическия кораб от ракетата-носител. Двигателите се включват и се постига планираното увеличение на скоростта (при работещи главни двигатели). Мис Сам в продължение на 28 секунди в състояние на безтегловност. Достигната е височина 15 км на разстояние 19 км, скорост 3307 км/ч, ускорение 44 м/сек2; G = 4,5.
Макакът Мис Сам е един от няколкото примата, изстреляни в космоса. Тя е дресирана и тренирана в Школата по авиационна медицина в Сан Антонио, щата Тексас. От там произлиза и името и: (SAM – School of Aviation Medicine).
Мисията е напълно успешна.

## Галерия
- Мис Сам.
- Подготовката на Мис Сам за полет.